# 昌德爾縣
昌德爾縣是印度的一個縣，位於該國東北部，由曼尼普爾邦負責管轄，面積496平方公里，識字率為70.85%，2011年人口144,028，人口密度每平方公里290人。

## 外部連結
- Official government website （页面存档备份，存于）